# إبلهايم
ابلهايم (بالألمانية: Eppelheim) هي مدينة وبلدة ألمانية تقع في ألمانيا في Regierungsbezirk Karlsruhe. يقدر عدد سكانها بـ 14,357 نسمة .

## المدن التوأمة
مدن فيلتن، Dammarie-lès-Lys ومونتيبيلونا هي مدن توأمة لـابلهايم.

## أعلام
- إرنست كنول
- رودلف وايلد